# SN 1998Z
SN 1998Z – supernowa typu Ia odkryta 16 marca 1998 roku w galaktyce A052458-3121. W momencie odkrycia miała maksymalną jasność 19,60m.